# Músculo genihioideo
El músculo genihioideo o geniohioideo, situado por encima del milohioideo, es un músculo par, pequeño, de forma cilindroide, y se extiende, a derecha e izquierda de la línea media, desde el hioides a la sínfisis del mentón.

## Inserciones
Por arriba, el genihiodeo se inserta en la espina mentoniana inferior (antiguamente apófisis geni inferior) de la mandíbula, por medio de fibras tendinosas cortas. 
Desde aquí se dirige oblicuamente abajo y atrás, ensanchándose gradualmente a medida que se separa de la mandíbula, y va finalmente a fijarse en la parte media de la cara anterior del hueso hioides. Su línea de inserción hioidea está representada por una especie de U tendida (⊃), cuya concavidad, dirigida hacia afuera, abraza el borde interno del músculo hiogloso. 

## Relaciones
Los dos geniohioideos, están en mutuo contacto en la línea media: un simple intersticio celuloso, comúnmente poco diferenciado, los separa uno del otro. Cubiertos por debajo por el milohioideo, al que es preciso seccionar para ponerlos de manifiesto, se corresponden por su cara superior o bucal con la glándula sublingual, el geniogloso y la mucosa del suelo de la boca.

## Vascularización
El geniohioideo está irrigado por uno o dos ramos de la arteria lingual y de la sublingual, estos últimos comunes al músculo y a la glándula sublingual.

## Inervación
Está inervado por el primer nervio espinal (C1) a través del nervio hipogloso (NC XII). Los filetes procedentes de este nervio llegan al músculo por su cara profunda.

## Acción
El geniohioideo tiene las siguientes acciones:
1. Empuja el hueso hioides hacia adelante y arriba, si toma por punto fijo la mandíbula;
2. Acorta el suelo de la boca —depresor de la mandíbula—, si toma por punto fijo el hioides, previamente inmovilizado por la contracción de sus músculos depresores.
3. Ensancha la faringe.

## Variedades
Este músculo puede ofrecer conexiones más o menos íntimas con los dos músculos más próximos de la lengua: el geniogloso y el hiogloso. Puede fusionarse completamente con el del lado opuesto y constituir un músculo impar y central. También se indica, como una anomalía del genihioideo, la presencia de un fascículo accesorio, que se inserta en el asta mayor del hioides. 